# Maurice Boucher (germaniste)
Pour les articles homonymes, voir Maurice Boucher et Boucher.
Maurice Boucher, né le 10 décembre 1885 à Tours (Indre-et-Loire) et décédé le 14 août 1977 à Longuesse (Val-d'Oise), est un professeur d'université et germaniste français.  

## Biographie
Maurice Boucher effectue ses études à l’École normale supérieure (reçu en 1906, promotion de 1907). Il est licencié ès lettres en 1908, agrégé d'allemand en 1910 et docteur ès lettres en 1934. Il obtient également une licence en droit en 1916.

### Carrière universitaire
La carrière académique de Maurice Boucher débute par divers postes en tant que professeur de lycée, de 1911 à 1921. Entre 1917 et 1923, Maurice Boucher effectue plusieurs missions à caractère militaire aux États-Unis (octobre 1917-janvier 1918), à Berlin (mission Nollet, 1er octobre 1919-12 avril 1921) et dans la Ruhr (Mission Nollet, 12 mars 1923-12 octobre 1923). Il reprend par la suite du service en tant que professeur au lycée Jean-Baptiste Say (1921-1922), puis au lycée Chaptal (1922-1925) et au lycée Louis-le-Grand (1925-1934). Il entame en 1935 une carrière universitaire en devenant maître de conférences de langue et littérature allemandes à la Faculté des lettres de Paris. Il est successivement professeur sans chaire (1936) puis professeur de langue et littérature allemandes (1937) dans cette même faculté. Maurice Boucher est suspendu de ses fonctions le 21 septembre 1944, puis rétabli le 24 janvier 1945,. Il est admis à la retraite en 1955, en qualité de professeur honoraire.
De 1927 à 1933, Maurice Boucher est le directeur de la prestigieuse Revue d'Allemagne et des pays de langue allemande (éditée pendant un temps par Émile-Paul frères et placée sous le haut patronage de Thomas Mann), dans laquelle écrivent les germanistes et germanophiles de renom (Edmond Jaloux, Félix Bertaux, Henri Lichtenberger, Jean Giraudoux, Jules Romains, Maurice Betz, Geneviève Bianquis, etc.). Il seconde également Henri Lichtenberger en qualité de codirecteur de la collection germanique bilingue aux éditions Aubier-Montaigne. Poète, musicien (violoniste) et compositeur, il livre plusieurs recueils de poésie et ouvrages critiques sur la musique (en plus d’œuvres de musique de chambre). Il est critique littéraire et musical au quotidien l'Avenir de 1924 à 1930.

### Carrière militaire
Maurice Boucher est mobilisé à partir du 4 août 1914, durant la Première Guerre mondiale. Lieutenant du 317e régiment d'infanterie, il se distingue au combat et reçoit pour acte de bravoure la Légion d'honneur. Il prend part aux combats de Virton (Belgique), ainsi qu'à la bataille de la Marne. Il souffre de multiples blessures dont une grave au genou. Il est réformé le 2 avril 1915 après plusieurs mois de traitement. 

## Œuvres
Parmi les ouvrages écrits par Maurice Boucher figurent : 
- Alberic Magnard  (1919). Premier livre écrit sur ce compositeur mort au combat en 1915 , considéré comme " le Bruckner français ".
- La philosophie de Herman Keyserling (1927)
- Chroniques sur la littérature allemande contemporaine (1927)
- Debussy (1930)
- K. W.F. Solger esthétique et philosophie de la présence, thèse de doctorat (1934)
- Le roman allemand et la crise de l'Esprit (1940), interdit par la censure allemande

- Prix Albéric-Rocheron 1962 de l'Académie française
- Poèmes de Stefan George, introduction, traduction et commentaire (1941 et 1943), 2 volumes
- Iphigénie en Aulide de Goethe, traduction en vers (1943, n. éd. 1949)
- Le sentiment national en Allemagne 1750-1815 (1947, couronné par l'Institut)
- Les idées politiques de Richard Wagner (1947)
- Torquato Tasso de Goethe, traduction en vers (1950)
- La Révolution de 1789 vue par les écrivains allemands (1954)

## Distinctions
- Croix de guerre 1914-1918, palme de bronze
- Officier de la Légion d'honneur
- Croix de commandeur de l'ordre du Mérite

Maurice Boucher est titulaire du titre d'officier de la légion d'honneur (1952), ayant été nommé chevalier à titre miliaire.  Il a également été décoré des croix de guerre 1914-1918 avec palmes (1915).
Il est membre d'honneur de l'Académie Goethe de São Paulo (1949), docteur honoris causa de l'Université de Berlin (1952), fellow de l'International Institute of Arts and Letters de Zurich (1952), fellow de l'International Academy of Philosophy d'Ahmedabad (Inde), et commandeur de l'ordre du mérite de la République fédérale d'Allemagne.